# Javi López
Javier 'Javi' López Rodríguez (Osuna, 21 de janeiro de 1986) é um futebolista espanhol que atua como lateral-direito. Atualmente joga no Adelaide United, da Austrália.

## Carreira
Apesar de ter atuado nas categorias de base do Betis, Javi López foi revelado pelo Espanyol no ano de 2009. Nos onze anos em que atuou na equipe catalã, virou capitão e ídolo do clube. Deixou o Espanyol em novembro de 2020.